# Albin Pelak
Albin Pelak (Novi Pazar, Sèrbia, 9 d'abril de 1981) és un futbolista bosnià que disputà dos partits amb la selecció de Bòsnia i Hercegovina.
| Estadístiques amb la selecció de Bòsnia i Hercegovina. | Estadístiques amb la selecció de Bòsnia i Hercegovina. | Estadístiques amb la selecció de Bòsnia i Hercegovina. |
| Anys                                                   | Partits                                                | Gols                                                   |
| ------------------------------------------------------ | ------------------------------------------------------ | ------------------------------------------------------ |
| 2002                                                   | 1                                                      | 0                                                      |
| 2003                                                   | 0                                                      | 0                                                      |
| 2004                                                   | 0                                                      | 0                                                      |
| 2005                                                   | 1                                                      | 0                                                      |
| Total                                                  | 2                                                      | 0                                                      |